# Valborg Borchsenius
Valborg Bodil Emilie Borchsenius, född Jørgensen den 19 november 1872 i Köpenhamn, död den 5 januari 1949, var en dansk dansös och balettinstruktör. Hon var 1896–1908 gift med Johannes Norden Guldbrandsen och från 1908 med skådespelaren Kaare Borchsenius, varför hon är känd under flera efternamn.
Valborg Jørgensen kom sju år gammal till Det Kongelige Teaters balettskola 1878, och gjorde från 1892 en rad större roller, ofta som de nordiskt blonda huvudrollerna i August Bournonvilles baletter, till exempel Astrid i Valdemar och Hilde i Et Folkesagn. Särskilt utmärkte hon sig i Arthur Saint-Léons Coppélia 1896. 1895 blev hon solodansös och var sedan balettens prima donna fram till sitt avsked 1918. Fram till 1930 var hon lärare på Det Kongelige Teaters balettskola. 1932 anlitades hon av Harald Lander som instruktör på teatern, och var hans medarbetare vid flera Bournonville-nyuppsättningar.
Borchsenius hölls som en framstående koreograf med ljus och glädje i sin dans. Hon provade även utan större framgång på skådespel. 1936 tilldelades hon Tagea Brandts rejselegat for kvinder.